# Sucha (district)
Sucha (powiat suski) is een Pools district (powiat) in de woiwodschap Klein-Polen. De oppervlakte bedraagt 685,75 km², het inwonertal 84.140 (2014).

## Steden
- Jordanów
- Maków Podhalański
- Sucha Beskidzka

Stadsdistricten:
Krakau (Kraków) · Tarnów · Nowy Sącz

Districten:
Bochnia · Brzesko· Chrzanów · Dąbrowa Tarnowska · Gorlice · Krakau · Limanowa · Miechów · Myślenice · Nowy Sącz · Nowy Targ · Olkusz · Oświęcim · Proszowice · Sucha · Tarnów · Tatra · Wadowice · Wieliczka

Grootste steden:
Bochnia · Chrzanów · Gorlice · Krakau · Nowy Sącz · Nowy Targ · Olkusz · Oświęcim · Tarnów · Zakopane